# P-30 (레이더)
P-30은 소련이 개발한 지상 배치형 레이다로, 180 Km 거리를 탐지할 수 있는 2차원 대공 레이다다. 

## P-30 레이다 스펙
- 레이다 종류 : 2차원 대공 레이다
- 제조국가 :  소련
- 생산연도 : 1955년
- 탐지거리 : 180 Km
- 탐지고도 : 12 Km
- 주파수 : E 밴드 / F 밴드
- 탐지범위 : 360도
- 최대출력 : 1MW